# 神木南站
神木南站原名神木站，位于中华人民共和国陕西省榆林市神木县神木镇，是包神铁路、神延铁路上的火车站，2001年10月建成启用，由西安铁路局管辖。

## 車站周邊
- 榆商高速公路

## 歷史
本站于2001年10月建成。2018年5月1日，本站更名为神木南站并停办客运业务，同时原红柳林站更名为神木站，成为神木市的主要铁路客运站。